# Adrien Alidor
Adrien Alidor (15 juli 1989) is een Frans wielrenner van Guadeloupse afkomst.

## Carrière
Bij zijn negende deelname aan de Ronde van Guadeloupe behaalde Alidor zijn eerste UCI-overwinning: in de zesde etappe, van Deshaies naar Sainte-Anne, kwam hij solo als eerste over de finish. Meer dan een minuut later sprintte Cédric Ramothe naar de tweede plaats.

## Overwinningen
2017
6e etappe Ronde van Guadeloupe